# 長野県道166号東部望月線
長野県道166号東部望月線（ながのけんどう166ごう とうぶもちづきせん）とは、長野県東御市の田中駅周辺から、長野県佐久市望月に至る一般県道である。

## 概要

### 路線データ
- 起点：東御市田中
- 終点：佐久市望月

## 通過する自治体
- 長野県
  - 東御市 - 佐久市

## 接続する道路
- 長野県道81号丸子東部インター線
- 長野県道40号諏訪白樺湖小諸線
- 長野県道423号御牧原大日向線
- 長野県道153号立科小諸線